# Vultee XP-68 Tornado
El Vultee XP-68 Tornado fue un propuesto avión interceptor de gran altitud estadounidense, diseñado por la Vultee Aircraft Company, en los años 40 del siglo XX. 

## Diseño y desarrollo
Estaba basado en el experimental XP-54 Swoose Goose, y propulsado por el motor radial Wright R-2160 Tornado de 42 cilindros moviendo un juego de hélices contrarrotativas en una configuración propulsora. Cuando el motor fue cancelado, el 22 de noviembre de 1941, el XP-68 también fue cancelado.

## Especificaciones (estimadas)
Referencia datos: 

### Características generales
- Tripulación: Uno (piloto)
- Longitud: 14,6 m (48 ft)
- Envergadura: 14 m (45,9 ft)
- Altura: 4,4 m (14,5 ft)
- Peso vacío: 3855 kg (8496,4 lb)
- Peso máximo al despegue: 6200 kg (13 664,8 lb)
- Planta motriz: 1× motor radial de 42 cilindros en siete filas y refrigeración por líquido Wright R-2160-3 Tornado.
  - Potencia: 1752 kW (2415 HP; 2382 CV)

### Rendimiento
- Velocidad máxima operativa (Vno): 615 km/h (382 MPH; 332 kt)
- Alcance: 800 km (432 nmi; 497 mi)
- Techo de vuelo: 11 500 m (37 730 ft)
- Régimen de ascenso: 12,2 m/s (2402 ft/min)

### Armamento
- Ametralladoras: 

  - 6x Browning M2 de 12,7 mm en el morro

## Aeronaves relacionadas

### Desarrollos relacionados
- Vultee XP-54

### Secuencias de designación
- Secuencia V-_ (interna de Vultee): ← V-75 - V-76 - V-77 - V-78 - V-80 - V-83 - V-84 →
- Secuencia P-_ (Cazas (Pursuit) del USAAC/USAAF/USAF, 1924-1962): ← P-65 - P-66 - XP-67 - XP-68 - P-69 - P-70 - XP-71 →